# Solomys salamonis
Solomys salamonis é uma espécie de roedor da família Muridae.
Apenas pode ser encontrada no seguinte país: Ilhas Salomão.